# Rolkó József
Rolkó József (Poprád, 1897. március 19. – Budapest, Ferencváros, 1932. szeptember 23.) magyar színész, rendező.

## Életútja
Az Országos Színészegyesület színiiskolájának elvégzése után Székesfehérvárra szerződött Andor Zsigmond igazgatóhoz. Andor utóda, Alapi Nándor további két évre kötött szerződést vele. Három esztendeig Debrecenben működött Kardoss Gézánál, onnan a Belvárosi Színházhoz került. 1930-ban a Royal Orfeum rendezője és népszerű jellemkomikusa volt, bár értékes talentuma sokkal komplikáltabb színészi feladatok megoldására predesztinálta mint amilyenekhez a varieté juttatta. Vidéken a Haramiák Ferencétől a Bizánc Giovannijáig mindent eljátszott. Sikere volt Luciferként és fokozta népszerűségét a Süt a nap tanítója szerepében. Rolkó József egyénisége ott ért el abszolút művészi szintet, ahol alkalma nyílt mesterkéltségtől mentes közvetlen humorát csillogtatni. Tudott jellegzetes és mégis mulatságos lenni. A Tartuffe Orgonját, A fösvény Harpagonját legjobb alakításai között tartották számon. Halálát hashártyagyulladás és epehólyag-gyulladás okozta.

## Filmje
- A csodadoktor (1926)